# André Ooijer
André Antonius Maria Ooijer (Amsterdam, 11 luglio 1974) è un allenatore di calcio ed ex calciatore olandese, di ruolo difensore.
Tra il 1999 e il 2006 ha vinto cinque campionati con il PSV e tra il 2010 e il 2012 altri due con l'Ajax, squadra nella quale era cresciuto.

## Carriera

### Club
Cresciuto nelle giovanili dell'Ajax, nel 1994 viene ceduto in prestito per un anno al Volendam; l'anno seguente viene messo sotto contratto dal Roda Kerkrade, squadra con cui conquista la KNVB beker 1996-1997. A metà della stagione 1997-1998 si trasferisce quindi al PSV, una delle tre "grandi" del calcio olandese: vi rimane per altre otto stagioni, collezionando in totale 276 presenze e 29 gol e conquistando cinque titoli nazionali e una Coppa d'Olanda. Nel luglio 2005 viene annunciato il suo trasferimento al Genoa, neopromosso in Serie A: il movimento di mercato tuttavia non si concretizza in seguito al cosiddetto "Caso Genoa", e Ooijer resta in patria. Un anno dopo, nell'agosto 2006, passa dal PSV ai Blackburn Rovers, squadra della Premier League inglese.
Il 21 maggio 2009 annuncia che a fine stagione 2008-2009 tornerà al PSV per terminare la sua carriera di calciatore e dopo solo un anno, il 9 agosto 2010 passa all'Ajax dopo che il contratto con il club di Eindhoven era terminato. Il 15 maggio vince l'Eredivisie nello scontro diretto vinto per 3-1 contro il Twente. Il 30 luglio perde, subentrando nella ripresa, la Supercoppa d`Olanda contro il Twente per 2-1. Il 2 maggio 2012 vince la sua seconda Eredivisie consecutiva con l'Ajax, segnando peraltro un gol all'ultima partita di campionato, il 6 maggio nel 3-1 esterno rifilato al VVV-Venlo. Grazie a questo gol Ooijer è diventato il calciatore più vecchio della storia dell'Ajax ad aver segnato un gol in campionato all'età di 37 anni e 200 giorni, battendo il record di Arnold Mühren (37 anni e 125 giorni). Quella contro il VVV-Venlo è stata anche la sua ultima partita da giocatore prima di concludere la carriera.

### Nazionale
Con la nazionale olandese ha preso parte al campionato del mondo 1998, al campionato del mondo 2006, al campionato d'Europa 2008 e al campionato del mondo 2010.

## Statistiche

### Cronologia presenze e punti in nazionale
| Cronologia completa delle presenze e delle reti in nazionale ― Paesi Bassi | Cronologia completa delle presenze e delle reti in nazionale ― Paesi Bassi | Cronologia completa delle presenze e delle reti in nazionale ― Paesi Bassi | Cronologia completa delle presenze e delle reti in nazionale ― Paesi Bassi | Cronologia completa delle presenze e delle reti in nazionale ― Paesi Bassi | Cronologia completa delle presenze e delle reti in nazionale ― Paesi Bassi | Cronologia completa delle presenze e delle reti in nazionale ― Paesi Bassi | Cronologia completa delle presenze e delle reti in nazionale ― Paesi Bassi |
| Data                                                                       | Città                                                                      | In casa                                                                    | Risultato                                                                  | Ospiti                                                                     | Competizione                                                               | Reti                                                                       | Note                                                                       |
| -------------------------------------------------------------------------- | -------------------------------------------------------------------------- | -------------------------------------------------------------------------- | -------------------------------------------------------------------------- | -------------------------------------------------------------------------- | -------------------------------------------------------------------------- | -------------------------------------------------------------------------- | -------------------------------------------------------------------------- |
| 5-6-1999                                                                   | Salvador                                                                   | Brasile                                                                    | 2 – 2                                                                      | Paesi Bassi                                                                | Amichevole                                                                 | -                                                                          | 46’                                                                        |
| 8-6-1999                                                                   | Goiânia                                                                    | Brasile                                                                    | 3 – 1                                                                      | Paesi Bassi                                                                | Amichevole                                                                 | -                                                                          | 34’, 82’                                                                   |
| 26-4-2000                                                                  | Arnhem                                                                     | Paesi Bassi                                                                | 0 – 0                                                                      | Scozia                                                                     | Amichevole                                                                 | -                                                                          |                                                                            |
| 27-5-2000                                                                  | Amsterdam                                                                  | Paesi Bassi                                                                | 2 – 1                                                                      | Romania                                                                    | Amichevole                                                                 | -                                                                          |                                                                            |
| 28-2-2001                                                                  | Amsterdam                                                                  | Paesi Bassi                                                                | 0 – 0                                                                      | Turchia                                                                    | Amichevole                                                                 | -                                                                          | 46’                                                                        |
| 27-3-2002                                                                  | Rotterdam                                                                  | Paesi Bassi                                                                | 1 – 0                                                                      | Spagna                                                                     | Amichevole                                                                 | -                                                                          | 46’                                                                        |
| 19-5-2002                                                                  | Foxborough                                                                 | Stati Uniti                                                                | 0 – 2                                                                      | Paesi Bassi                                                                | Amichevole                                                                 | -                                                                          | 81’                                                                        |
| 30-4-2003                                                                  | Eindhoven                                                                  | Paesi Bassi                                                                | 1 – 1                                                                      | Portogallo                                                                 | Amichevole                                                                 | -                                                                          | 67’                                                                        |
| 20-8-2003                                                                  | Bruxelles                                                                  | Belgio                                                                     | 1 – 1                                                                      | Paesi Bassi                                                                | Amichevole                                                                 | -                                                                          | 46’                                                                        |
| 10-9-2003                                                                  | Praga                                                                      | Rep. Ceca                                                                  | 3 – 1                                                                      | Paesi Bassi                                                                | Qual. Euro 2004                                                            | -                                                                          | 46’                                                                        |
| 11-10-2003                                                                 | Eindhoven                                                                  | Paesi Bassi                                                                | 5 – 0                                                                      | Moldavia                                                                   | Qual. Euro 2004                                                            | -                                                                          |                                                                            |
| 15-11-2003                                                                 | Edimburgo                                                                  | Scozia                                                                     | 1 – 0                                                                      | Paesi Bassi                                                                | Qual. Euro 2004                                                            | -                                                                          | 60’                                                                        |
| 19-11-2003                                                                 | Amsterdam                                                                  | Paesi Bassi                                                                | 6 – 0                                                                      | Scozia                                                                     | Qual. Euro 2004                                                            | 1                                                                          | 46’                                                                        |
| 3-9-2004                                                                   | Utrecht                                                                    | Paesi Bassi                                                                | 3 – 0                                                                      | Liechtenstein                                                              | Amichevole                                                                 | 1                                                                          |                                                                            |
| 8-9-2004                                                                   | Amsterdam                                                                  | Paesi Bassi                                                                | 2 – 0                                                                      | Rep. Ceca                                                                  | Qual. Mondiali 2006                                                        | -                                                                          |                                                                            |
| 17-11-2004                                                                 | Barcellona                                                                 | Andorra                                                                    | 0 – 3                                                                      | Paesi Bassi                                                                | Qual. Mondiali 2006                                                        | -                                                                          |                                                                            |
| 12-11-2005                                                                 | Amsterdam                                                                  | Paesi Bassi                                                                | 1 – 3                                                                      | Italia                                                                     | Amichevole                                                                 | -                                                                          | 60’                                                                        |
| 27-5-2006                                                                  | Rotterdam                                                                  | Paesi Bassi                                                                | 1 – 0                                                                      | Camerun                                                                    | Amichevole                                                                 | -                                                                          |                                                                            |
| 4-6-2006                                                                   | Eindhoven                                                                  | Paesi Bassi                                                                | 1 – 1                                                                      | Australia                                                                  | Amichevole                                                                 | -                                                                          |                                                                            |
| 11-6-2006                                                                  | Lipsia                                                                     | Serbia e Montenegro                                                        | 0 – 1                                                                      | Paesi Bassi                                                                | Mondiali 2006 - 1º turno                                                   | -                                                                          |                                                                            |
| 16-6-2006                                                                  | Stoccarda                                                                  | Paesi Bassi                                                                | 2 – 1                                                                      | Costa d'Avorio                                                             | Mondiali 2006 - 1º turno                                                   | -                                                                          |                                                                            |
| 21-6-2006                                                                  | Francoforte sul Meno                                                       | Paesi Bassi                                                                | 0 – 0                                                                      | Argentina                                                                  | Mondiali 2006 - 1º turno                                                   | -                                                                          | 42’                                                                        |
| 25-6-2006                                                                  | Norimberga                                                                 | Portogallo                                                                 | 1 – 0                                                                      | Paesi Bassi                                                                | Mondiali 2006 - Ottavi di finale                                           | -                                                                          |                                                                            |
| 16-8-2006                                                                  | Dublino                                                                    | Irlanda                                                                    | 0 – 4                                                                      | Paesi Bassi                                                                | Amichevole                                                                 | -                                                                          | 77’                                                                        |
| 2-9-2006                                                                   | Lussemburgo                                                                | Lussemburgo                                                                | 0 – 1                                                                      | Paesi Bassi                                                                | Qual. Euro 2008                                                            | -                                                                          | 46’                                                                        |
| 6-9-2006                                                                   | Eindhoven                                                                  | Paesi Bassi                                                                | 3 – 0                                                                      | Bielorussia                                                                | Qual. Euro 2008                                                            | -                                                                          |                                                                            |
| 7-10-2006                                                                  | Sofia                                                                      | Bulgaria                                                                   | 1 – 1                                                                      | Paesi Bassi                                                                | Qual. Euro 2008                                                            | -                                                                          |                                                                            |
| 11-10-2006                                                                 | Amsterdam                                                                  | Paesi Bassi                                                                | 2 – 1                                                                      | Albania                                                                    | Qual. Euro 2008                                                            | -                                                                          |                                                                            |
| 15-11-2006                                                                 | Amsterdam                                                                  | Paesi Bassi                                                                | 1 – 1                                                                      | Inghilterra                                                                | Amichevole                                                                 | -                                                                          | Cap. 84’                                                                   |
| 12-9-2007                                                                  | Tirana                                                                     | Albania                                                                    | 0 – 1                                                                      | Paesi Bassi                                                                | Qual. Euro 2008                                                            | -                                                                          |                                                                            |
| 13-10-2007                                                                 | Costanza                                                                   | Romania                                                                    | 1 – 0                                                                      | Paesi Bassi                                                                | Qual. Euro 2008                                                            | -                                                                          | 85’                                                                        |
| 17-10-2007                                                                 | Rotterdam                                                                  | Paesi Bassi                                                                | 2 – 0                                                                      | Slovenia                                                                   | Qual. Euro 2008                                                            | -                                                                          | 60’                                                                        |
| 21-11-2007                                                                 | Minsk                                                                      | Bielorussia                                                                | 2 – 1                                                                      | Paesi Bassi                                                                | Qual. Euro 2008                                                            | -                                                                          |                                                                            |
| 26-3-2008                                                                  | Vienna                                                                     | Austria                                                                    | 3 – 4                                                                      | Paesi Bassi                                                                | Amichevole                                                                 | -                                                                          |                                                                            |
| 24-5-2008                                                                  | Rotterdam                                                                  | Paesi Bassi                                                                | 3 – 0                                                                      | Ucraina                                                                    | Amichevole                                                                 | -                                                                          |                                                                            |
| 29-5-2008                                                                  | Eindhoven                                                                  | Paesi Bassi                                                                | 1 – 1                                                                      | Danimarca                                                                  | Amichevole                                                                 | -                                                                          | 46’                                                                        |
| 1-6-2008                                                                   | Rotterdam                                                                  | Paesi Bassi                                                                | 2 – 0                                                                      | Galles                                                                     | Amichevole                                                                 | -                                                                          |                                                                            |
| 9-6-2008                                                                   | Berna                                                                      | Paesi Bassi                                                                | 3 – 0                                                                      | Italia                                                                     | Euro 2008 - 1º turno                                                       | -                                                                          |                                                                            |
| 13-6-2008                                                                  | Berna                                                                      | Paesi Bassi                                                                | 4 – 1                                                                      | Francia                                                                    | Euro 2008 - 1º turno                                                       | -                                                                          | 52’                                                                        |
| 21-6-2008                                                                  | Basilea                                                                    | Paesi Bassi                                                                | 1 – 3 dts                                                                  | Russia                                                                     | Euro 2008 - Quarti di finale                                               | -                                                                          |                                                                            |
| 6-9-2008                                                                   | Eindhoven                                                                  | Paesi Bassi                                                                | 1 – 2                                                                      | Australia                                                                  | Amichevole                                                                 | -                                                                          |                                                                            |
| 10-9-2008                                                                  | Skopje                                                                     | Macedonia                                                                  | 1 – 2                                                                      | Paesi Bassi                                                                | Qual. Mondiali 2010                                                        | -                                                                          | 28’                                                                        |
| 11-10-2008                                                                 | Rotterdam                                                                  | Paesi Bassi                                                                | 2 – 0                                                                      | Islanda                                                                    | Qual. Mondiali 2010                                                        | -                                                                          |                                                                            |
| 15-10-2008                                                                 | Oslo                                                                       | Norvegia                                                                   | 0 – 1                                                                      | Paesi Bassi                                                                | Qual. Mondiali 2010                                                        | -                                                                          |                                                                            |
| 19-11-2008                                                                 | Amsterdam                                                                  | Paesi Bassi                                                                | 3 – 1                                                                      | Svezia                                                                     | Amichevole                                                                 | -                                                                          |                                                                            |
| 19-11-2008                                                                 | Amsterdam                                                                  | Paesi Bassi                                                                | 3 – 1                                                                      | Svezia                                                                     | Amichevole                                                                 | -                                                                          |                                                                            |
| 11-2-2009                                                                  | Radès                                                                      | Tunisia                                                                    | 1 – 1                                                                      | Paesi Bassi                                                                | Amichevole                                                                 | -                                                                          | Cap.                                                                       |
| 28-3-2009                                                                  | Amsterdam                                                                  | Paesi Bassi                                                                | 3 – 0                                                                      | Scozia                                                                     | Qual. Mondiali 2010                                                        | -                                                                          |                                                                            |
| 1-4-2009                                                                   | Amsterdam                                                                  | Paesi Bassi                                                                | 4 – 0                                                                      | Macedonia                                                                  | Qual. Mondiali 2010                                                        | -                                                                          |                                                                            |
| 6-6-2009                                                                   | Reykjavík                                                                  | Islanda                                                                    | 1 – 2                                                                      | Paesi Bassi                                                                | Qual. Mondiali 2010                                                        | -                                                                          |                                                                            |
| 10-6-2009                                                                  | Rotterdam                                                                  | Paesi Bassi                                                                | 2 – 0                                                                      | Norvegia                                                                   | Qual. Mondiali 2010                                                        | 1                                                                          |                                                                            |
| 12-8-2009                                                                  | Amsterdam                                                                  | Paesi Bassi                                                                | 2 – 2                                                                      | Inghilterra                                                                | Amichevole                                                                 | -                                                                          |                                                                            |
| 9-9-2009                                                                   | Glasgow                                                                    | Scozia                                                                     | 0 – 1                                                                      | Paesi Bassi                                                                | Qual. Mondiali 2010                                                        | -                                                                          |                                                                            |
| 5-6-2010                                                                   | Amsterdam                                                                  | Paesi Bassi                                                                | 6 – 1                                                                      | Ungheria                                                                   | Amichevole                                                                 | -                                                                          | 61’                                                                        |
| 2-7-2010                                                                   | Port Elizabeth                                                             | Paesi Bassi                                                                | 2 – 1                                                                      | Brasile                                                                    | Mondiali 2010 - Quarti di finale                                           | -                                                                          | 76’                                                                        |
| Totale                                                                     |                                                                            | Presenze                                                                   | 55                                                                         |                                                                            | Reti                                                                       | 3                                                                          |                                                                            |

## Palmarès
- Coppa dei Paesi Bassi: 2

Roda JC: 1996-1997
PSV Eindhoven: 2004-2005
- Supercoppa dei Paesi Bassi: 4

PSV Eindhoven: 1998, 2000, 2001, 2003
- Campionato olandese: 7

PSV Eindhoven: 1999-2000, 2000-2001, 2002-2003, 2004-2005, 2005-2006
Ajax: 2010-2011, 2011-2012